# Giuseppe Bazzani
Pour les articles homonymes, voir Bazzani.
Giuseppe Bazzani (Mantoue, 23 septembre 1690 – Mantoue, 17 août 1769 ) est un peintre italien du XVIIIe siècle de style rococo.

## Biographie
Né d'un père orfèvre, Giovanni Bazzani commence son apprentissage auprès du peintre parmesan Giovanni Canti (1653-1715) et passera la plupart de sa vie à Mantoue, sa ville natale. Il poursuit son éducation en étudiant les peintres vénitiens et flamands des XVIe siècle et XVIIe siècle. On ne connait toutefois que peu de choses sur ses débuts à Mantoue.
En 1752, il est enseignant puis en 1767, directeur de l'Accademia di Belle Arti de Mantoue.
Francesco Maria Raineri fut l'un de ses élèves.

## Œuvres
Sa première œuvre identifiée avec certitude demeure La Remise des clefs à saint Pierre de l'église paroissiale de Goito, datée de 1739 et précédée de peu par les Histoires d'Alexandre le Grand, conservée au palais d'Arco de Mantoue.
Auparavant, il réalisa une série de tableaux conçus pour l'église de Borgoforte à Mantoue : Les Mystères du Rosaire, aujourd'hui conservés aux Offices et dans différentes collections privées.
À partir de 1760, il travaille pour divers édifices religieux de Mantoue notamment pour les églises de Sainte-Marie-de-la-Charité, de Saint-Maurice et Saint-Barnabé, exécutant des ensembles picturaux et des retables.
Il aborda également des sujets historiques, mythologiques et littéraires en accord avec la production contemporaine du rococo international.

### Œuvres dans les collections publiques
États-Unis
- Kansas City, musée d'art Nelson-Atkins.

France
- Beauvais, musée départemental de l'Oise, La Mort de saint Joseph, huile sur toile  86,5 × 139,5 cm, provenance ː  achat en 1961 auprès de la galerie François Heim, Paris.
- Chartres, musée des Beaux-Arts : Une sainte lisant (Sainte Gertrude la Grande ? ou Sainte Marie Alacoque), huile sur toile  61 × 49 cm, dépôt du musée du Louvre (inv. MNR 618)[3].
- Chaumont, musée d'art et d'histoire, Apollon et Daphné, huile sur toile, 100 × 50 cm[4]
- Paris, musée du Louvre, La Fille de Jephté, huile sur toile, 180 × 197 cm[5]
- Paris, musée du Louvre, La Montée au Calvaire, huile sur toile, 91 × 106 cm [6]
- Strasbourg, musée des beaux-arts, Pietà, huile sur toile, 27 × 40 cm[7].

Italie
- Série Les Mystères du Rosaire :
  - L'Agonie du Christ au Jardin des oliviers, avant 1739, huile sur toile, 42 × 36 cm, Musée des Offices, Florence[2]
  -  Baptême de Jésus  (1732), , église paroissiale de Borgoforte
  -  Extase de saint Louis de Gonzague  (1732), église paroissiale de Borgoforte
- Baptême du Christ  (1737), église paroissiale de San Giovanni del Dosso
- Histoires d'Alexandre le Grand , vers 1739, Palazzo d'Arco (Mantoue)
- La Remise des clefs à saint Pierre (1739), Goito
- Dessin de la collection Arc (1747)
- Madone avec sainte Claire ,  Annonciation  (1751-1752), église paroissiale de Revere
- Œuvres à Sainte-Marie-de-la-Charité, Saint-Maurice (Miracles de Pie V) et Saint Barnabé (1752) à Mantoue
- Sainte Thérèse  et  Portrait d'un cardinal de Gonzague , (1758), Paroisse de Sacchetta
- Sainte Marguerite de Cortone de la collection romaine Prampolini-Tirelli (1764)
- Tondi(?) de Saint Barnabé et Saint Paul du plafond de Saint Barnabé (1768)

Dates non documentées
- Saint Thomas écrit devant le Crucifix  au Palais ducal de Mantoue
- Tondi des collections Pesenti-Nodari (Mantoue) et Podio (Bologne)

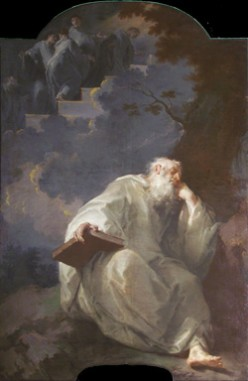
Songe de Saint Romuald, v. 1750.
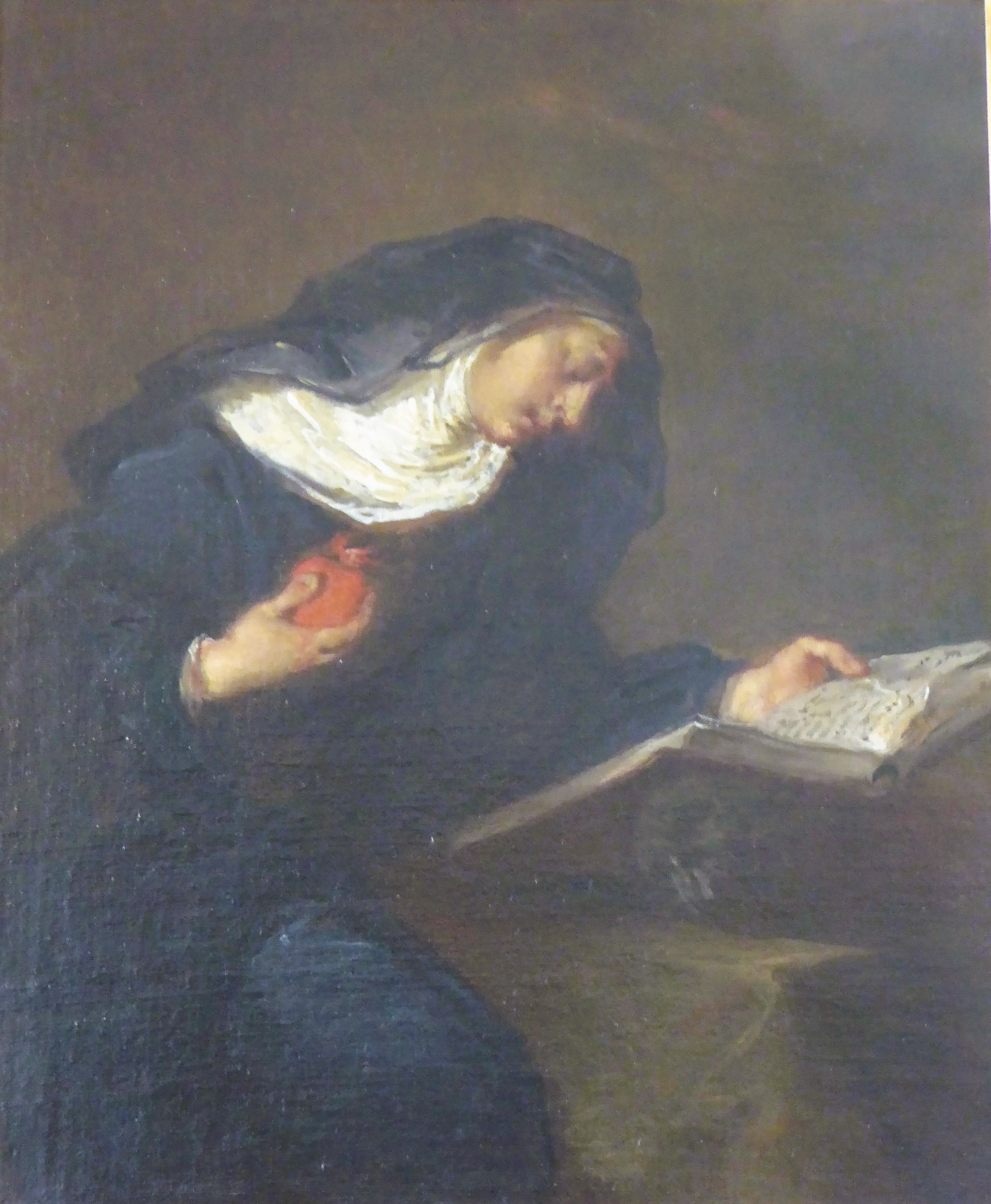
Une sainte lisant (Sainte Gertrude la Grande ?), musée des Beaux-Arts de Chartres.
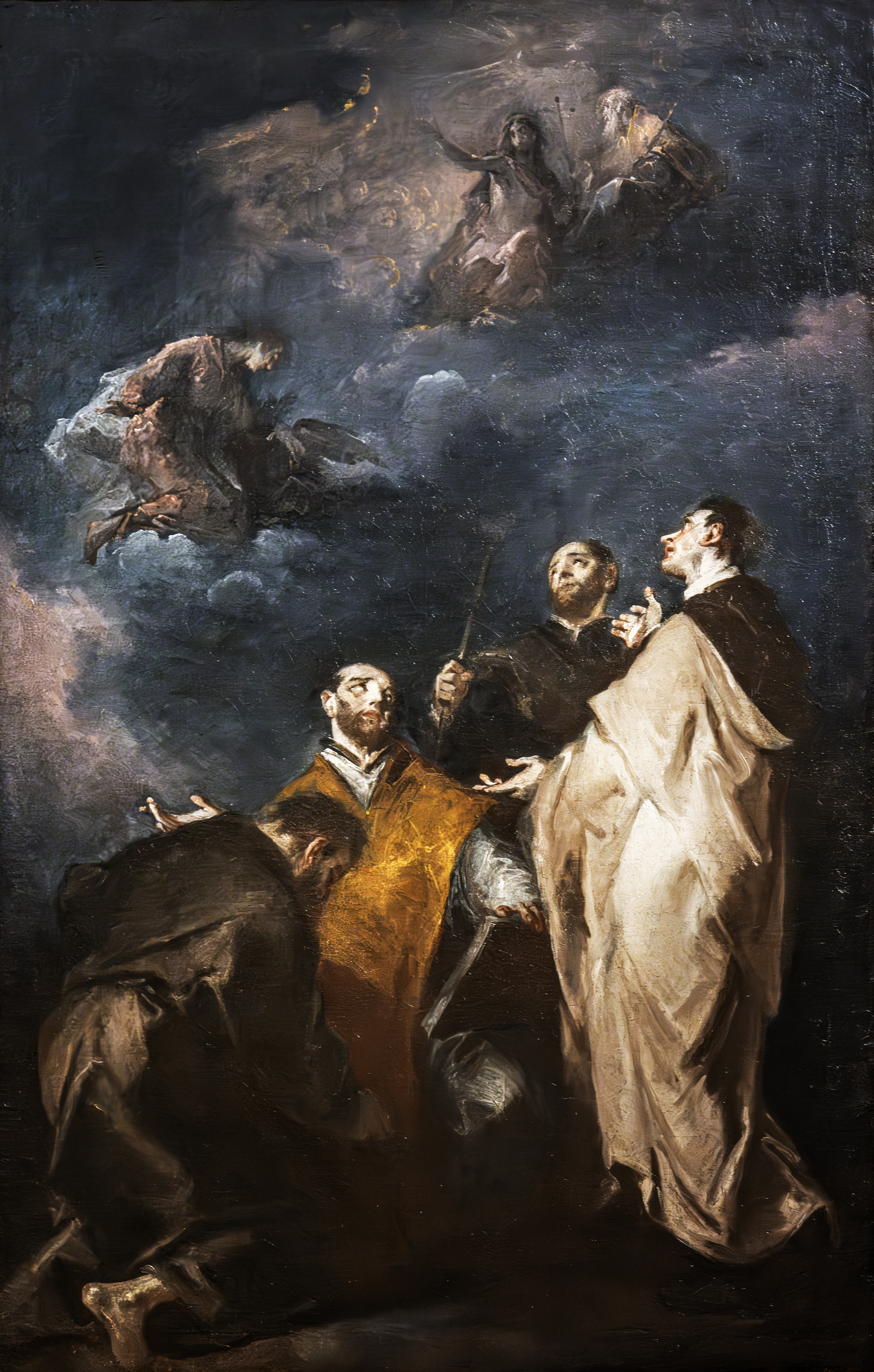
Apparition de la Trinité à St. Jean l'évangéliste et quatre saints - Museo civico di Santa Caterina Trévise